# Dnevi komedije 2023
31. festival Dnevi komedije je potekal od 27. februarja do 12. marca 2023 v Slovenskem ljudskem gledališču Celje. Selektorica festivala je bila Alja Predan. Program je vodstvo festivala razširilo s spremljevalnim programom, ki je vključeval koncert in pogovore po tekmovalnih predstavah.

## Tekmovalne predstave
| Datum  | Naslov predstave          | Avtor/ji                       | Gledališče                    | Režija            | Ocena  | Žlahtni komedijant/-ka |
| ------ | ------------------------- | ------------------------------ | ----------------------------- | ----------------- | ------ | ---------------------- |
| 27. 2. | Nikoli ni prepozno        | Jera Ivanc, Žan Papič          | SitiTeater                    | Luka Marcen       | 4,6090 | Mojca Fatur            |
| 28. 2. | Veliki diktator           | Charlie Chaplin                | SNG Drama Ljubljana           | Diego de Brea     | 4,8051 | Jurij Zrnec            |
| 1. 3.  | MandićCirkus (oblečen)    | Bojan Jablanovec, Marko Mandić | SNG Drama Ljubljana           | Bojan Jablanovec  | 4,0465 | Marko Mandič           |
| 2. 3.  | Vse zastonj! Vse zastonj! | Dario Fo                       | Prešernovo gledališče Kranj   | Ajda Valcl        | 4,6    | Vesna Pernarčič        |
| 3. 3.  | Bog masakra               | Yasmina Reza                   | Mestno gledališče ljubljansko | Diego de Brea     | 4,6131 | Uroš Smolej            |
| 9. 3.  | Poglej me!                | William Missouri Downs         | SLG Celje                     | Luka Marcen       | 3,7373 | Žan Brelih Hutanić     |
| 10. 3. | Shakespeare               | Steven Berkoff                 | Mestno gledališče ljubljansko | Sebastian Cavazza | 4,6901 | Sebastian Cavazza      |
| 11. 3. | Party                     | Sally Potter                   | SNG Drama Ljubljana           | Ivica Buljan      | 4,3333 | Polona Juh             |

## Nagrade
| Nagrada                              | Prejemnik                 | Predstava                 | Gledališče                  |
| ------------------------------------ | ------------------------- | ------------------------- | --------------------------- |
| Žlahtni komedijant                   | Jurij Zrnec               | Veliki diktator           | SNG Drama Ljubljana         |
| Žlahtna komedijantka                 | Vesna Pernarčič           | Vse zastonj! Vse zastonj! | Prešernovo gledališče Kranj |
| Žlahtna režiserka                    | Ajda Valcl                | Vse zastonj! Vse zastonj! | Prešernovo gledališče Kranj |
| Žlahtna komedija po izboru komisije  | Vse zastonj! Vse zastonj! |                           | Prešernovo gledališče Kranj |
| Žlahtna komedija po izboru občinstva | Veliki diktator           |                           | SNG Drama Ljubljana         |